# Great Western Railway
La Great Western Railway (GWR) è stata una compagnia ferroviaria britannica che collegava Londra con il sudovest e l'ovest dell'Inghilterra e gran parte del Galles. Fondata nel 1833, ricevette la sua consacrazione con un Atto del Parlamento nel 1835, ed effettuò i suoi primi viaggi nel 1838. Organizzata dall'ingegner Isambard Kingdom Brunel che scelse uno scartamento largo di 2.140 mm, ma dal 1854 una serie di adeguamenti la portò all'adozione di uno scartamento normale; gli ultimi servizi in scartamento largo ebbero luogo nel 1892. La GWR è stata la sola compagnia a mantenere la sua identità con il Railways Act 1921, assorbendo tutte le altre ferrovie indipendenti all'interno del proprio territorio e fu solo nel 1947 che fu nazionalizzata divenendo la Western Region of British Railways.
I treni più famosi della Great Western Railway comprendevano espressi di lunga distanza come il Flying Dutchman, il Cornish Riviera Express e il Cheltenham Spa Express. La compagnia fu la prima ad adottare vagoni merci più capienti ed economici di quelli generalmente usati nel resto della Gran Bretagna. Essa gestiva una rete di servizi pullman, faceva parte della Railway Air Services, e possedeva navi, moli e alberghi.

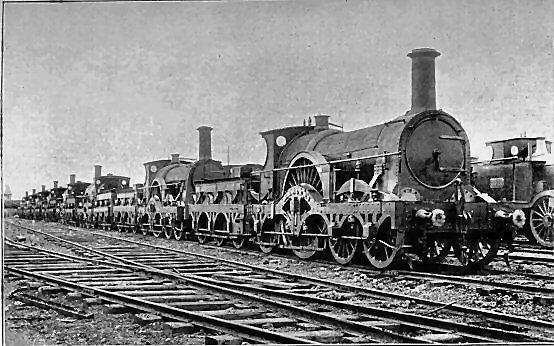
Locomotive a scartamento largo della Great Western Railway accantonate nel 1892.

Un convoglio della Great Western Railway fu il protagonista dell'opera "pioggia vapore e velocità" del celebre pittore inglese William Turner.

## Storia

### Inizi

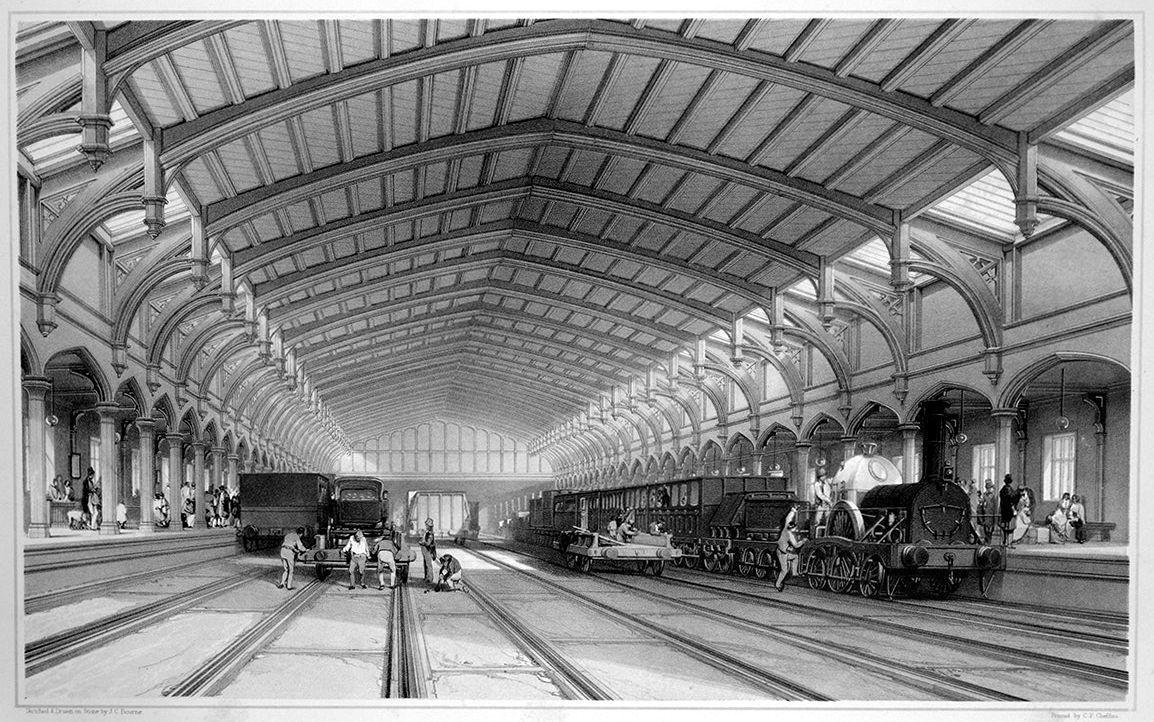
Incisione rappresentante l'interno di una rimessa per locomotive progettata da Brunel, primo terminal della GWR, eseguita da J. C. Bourne.

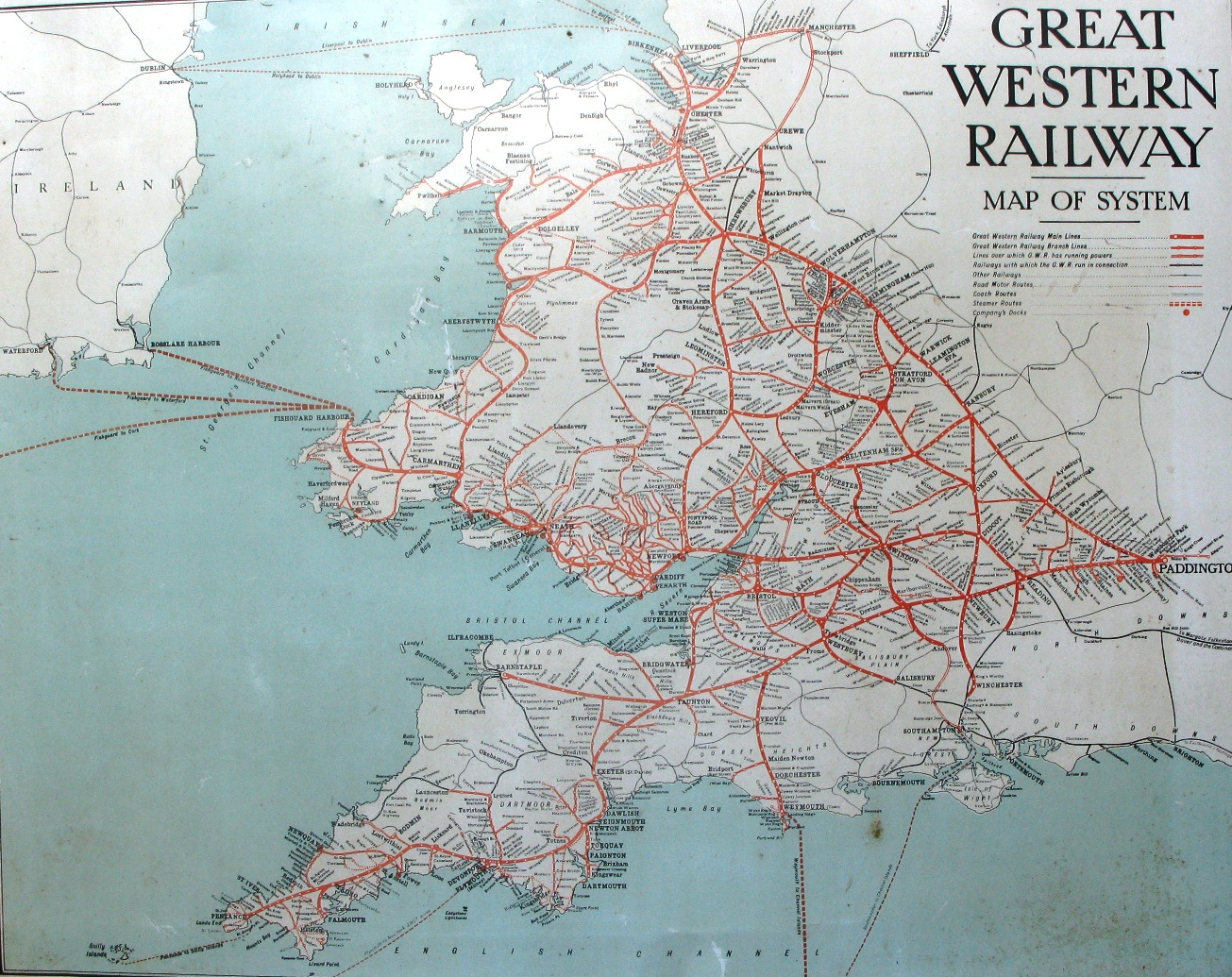
Mappa delle linee operate dalla GWR (circa 1930)

La Great Western Railway ebbe origine per il desiderio di alcuni commercianti di Bristol di far sì che la loro città mantenesse il proprio status di secondo porto del Paese e primo porto per il commercio con l'America. L'aumento di dimensioni delle navi e il graduale insabbiamento del fiume Avon aveva fatto di Liverpool un porto sempre più importante, e con la costruzione della ferrovia che l'avrebbe collegata a Londra, in costruzione dal 1830, una minaccia per lo status di Bristol. La risposta di Bristol fu, con la collaborazione di interessi londinesi, di costruire una propria ferrovia; una ferrovia costruita con standard d'eccellennza mai visti prima per sopravanzare le ferrovie in costruzione nel nordovest.
La Compagnia fu fondata ad una riunione pubblica tenutasi a Bristol nel 1833, e fu legalizzata da un Atto del Parlamento nel 1835. Isambard Kingdom Brunel, allora solo ventinovenne, fu nominato Ingegnere Capo. Si trattò del più grosso contratto che gli era mai stato assegnato fino a quel momento. Egli prese subito due decisioni controverse. La prima fu quella di scegliere uno scartamento largo di 7 piedi e 0+1⁄4 pollici (2140 mm) per consentire l'impiego di ruote più grandi all'esterno della scocca dei vagoni, in modo da consentire un rotolamento più dolce alle velocità più elevate (questo scartamento è noto come "scartamento Brunel"): la seconda fu quella di scegliere un percorso a nord dei Marlborough Downs, lungo il quale non c'erano grosse città, ma che offriva potenziali collegamenti con Oxford e Gloucester. Egli stesso in persona esaminò il percorso tra Londra e Bristol.
George Thomas Clark giocò un ruolo importante nel progetto come ingegnere, assumendo la gestione di due divisioni del percorso, comprendenti i ponti sul Tamigi ad Upper Basildon e Moulsford, e la stazione di Paddington. Il suo coinvolgimento nei grossi lavori di sbancamento sembrano aver stimolato l'interesse di Clark verso la geologia e l'archeologia ed egli, in maniera anonima, scrisse due manuali sulla ferrovia: uno illustrato da litografie di John Cooke Bourne; e l'altro una critica contro i metodi di Brunel e contro lo scartamento largo.
La prima tratta tra la stazione di Londra Paddington e Taplow, vicino a Maidenhead, fu aperta nel 1838. Nello stesso periodo venne costruita anche la linea da Bristol e nel 1840 venne inaugurata la linea Bristol Temple Meads - Bath Spa. Nel 1839, il ponte di Maidenhead venne costruito e la linea venne estesa da Taplow a Twyford. Dal 1841, i treni circolavano sulla Great Western Main Line completata fino a Londra Paddington. Nel 1839 la GWR inaugurò la prima linea telegrafica commerciale al mondo.

### Gli Swindon Railway Works
Nel 1837, Brunel assunse l'ingegnere e meccanico Daniel Gooch, allora ventunenne, per supervisionare le locomotive acquistate dalla compagnia. Riconobbe, però, che non era presente un'officina centrale. Perciò, Gooch e Brunel decisero di posizionarla a Swindon, allora un villaggio all'incrocio della linea che da Londra andava a Bristol e Cheltenham. Gli Swindon Railway Works vennero aperti nel 1841, e presto il villaggio si trasformò in una città ferroviaria. Nel periodo della cosiddetta “guerra degli scartamenti”, la GWR era in dura competizione con la London and North Western Railway (LNWR). Nel 1846 la Bristol and Gloucester Railway fu acquistata dalla Midland Railway e convertita allo scartamento normale nel 1854. Su questa tratta vennero posati tre binari sui quali potevano circolare treni di entrambi gli scartamenti. Grazie all'ulteriore costruzione della linea, nel 1849 si raggiunse Plymouth e nel 1867 Penzance, all'estremità sud-occidentale dell'Inghilterra. La South Wales Railway fu aperta nel 1850 e collegata alla GWR nel 1852 tramite un ponte sul fiume Wye, costruito da Brunel, e nello stesso anno anche da Birmingham tramite la stazione di Snow Hill. Grazie a tali acquisizioni e all'ulteriore costruzione di linee, la GWR crebbe fino a diventare la più grande azienda del sud-ovest dell'Inghilterra.
Negli anni '60 dell'Ottocento, la GWR si rese conto che non avrebbe potuto vincere la "guerra degli scartamenti" e che lo scartamento largo non avrebbe prevalso. Gradualmente, la GWR convertì la rete a scartamento largo in una rete a scartamento normale, con la posa in alcuni casi di binari a tre rotaie come soluzione provvisoria. Grazie alla fusione con la West Midland Railway, nel 1861 la stazione di Paddington fu servita per la prima volta da treni a scartamento normale. Dopo il 1869 non ci furono più binari a scartamento largo a nord di Oxford. La conversione dell'ultimo tratto a scartamento largo ebbe luogo nel maggio 1892. Poiché la rotta da Londra al Galles deviava attraverso Gloucester, la costruzione del tunnel del Severn iniziò nel 1873 su istigazione di Brunel, ma la sua apertura fu ritardata fino al 1886.

### La nazionalizzazione

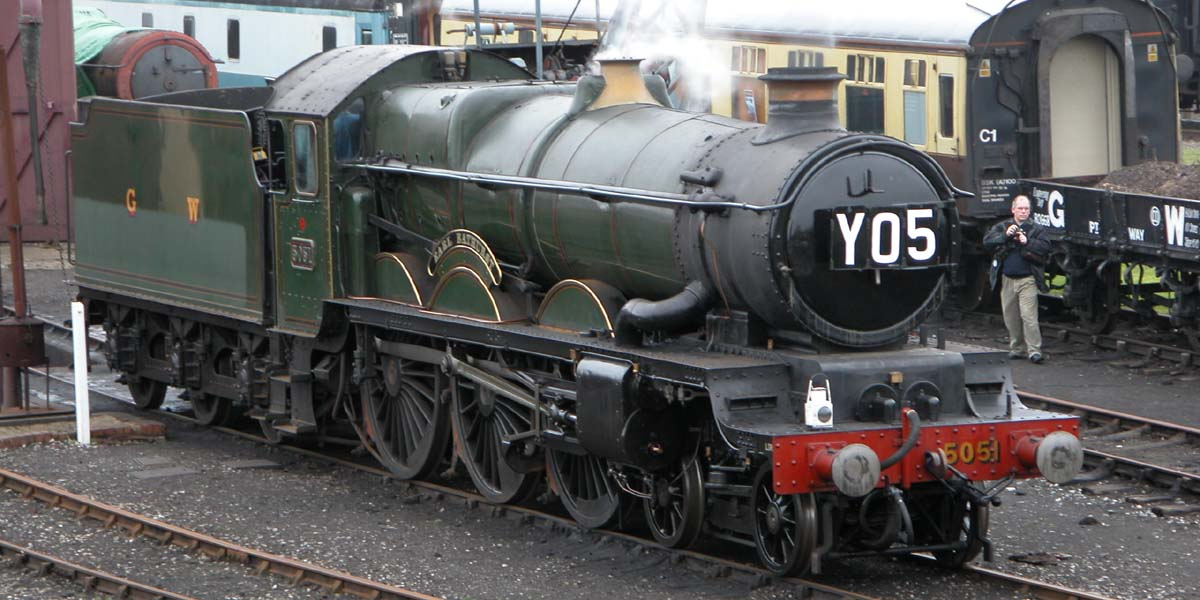
Nel 1923 venne costruita la prima delle 171 locomotive della Classe Castle

Dopo lo scoppio della prima guerra mondiale, il governo inglese pose sotto il suo controllo la GWR e le altre principali compagnie ferroviarie. Dopo la guerra, il governo prese in considerazione la nazionalizzazione di queste aziende, ma decise di fonderle in quattro grandi società, chiamate le "Big Four". Solo la GWR mantenne il suo vecchio nome quando il Railways Act 1921 entrò in vigore il 1° gennaio 1923.
Solo la GWR conservò il suo nome attraverso il "raggruppamento", in base al quale le compagnie più piccole furono accorpate in quattro compagnie principali nel 1922 e nel 1923. La GWR costruì un monumento ai caduti alla stazione di Paddington, inaugurato nel 1922, in memoria dei suoi dipendenti caduti in guerra.
La nuova Great Western Railway aveva più tratte in Galles, tra cui 475 km di ex linee della Cambrian Railways e 200 km della Taff Vale Railway. Furono aggiunte anche alcune linee indipendenti nella sua area operativa inglese, in particolare la Midland and South Western Junction Railway, una linea che in precedenza collaborava strettamente con la Midland Railway ma che ora forniva alla GWR una seconda stazione a Swindon, insieme a una linea che trasportava il traffico di transito dal Nord via Cheltenham e Andover fino a Southampton.

### Seconda guerra mondiale e dopo
Durante la seconda guerra mondiale le ferrovie tornarono sotto il controllo del governo. Dopo la fine della guerra, salì al potere un governo laburista che progettò di nazionalizzare tutte le ferrovie. Il 1º gennaio 1948 la GWR entrò a far parte della compagnia ferroviaria statale britannica, la British Railways (poi British Rail). Dopo lo scioglimento e la privatizzazione della British Rail nel 1994, venne fondata la società First Great Western, un operatore ferroviario che riprese il nome tradizionale “Great Western”.

## Le locomotive e vagoni

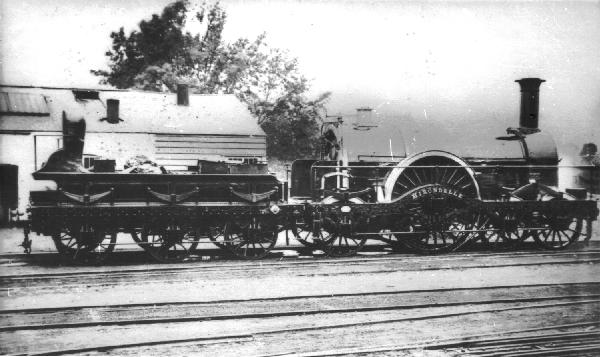
Locomotiva a scartamento largo Hirondelle della Classe Iron Duke, costruita nel 1848

Le prime locomotive della GWR furono specificate da Isambard Kingdom Brunel, ma si rivelarono insoddisfacenti. Daniel Gooch, che aveva appena vent'anni, fu presto nominato Sovrintendente alle Locomotive della ferrovia e si impegnò a creare una flotta affidabile. Acquistò due locomotive da Robert Stephenson and Company, che si rivelarono più efficaci di quelle di Brunel, e progettò quindi una serie di locomotive standardizzate. Dal 1846 queste potevano essere costruite presso le nuove officine ferroviarie dell'azienda a Swindon. Progettò diversi tipi di locomotive a scartamento largo da 2.134 mm per la ferrovia in crescita, come le Firefly 2-2-2 e le successive Classe Iron Duke 4-2-2. Nel 1864 Gooch fu succeduto da Joseph Armstrong, che portò la sua esperienza nello scartamento normale alla ferrovia. Alcuni dei progetti di Armstrong furono realizzati sia a scartamento largo che normale semplicemente montando ruote diverse; a coloro che necessitavano di tender vennero forniti quelli vecchi di locomotive a scartamento largo ritirate dal servizio.
La morte prematura di Joseph Armstrong nel 1877 significò che la fase successiva della progettazione delle locomotive a trazione elettrica fu affidata a William Dean, che sviluppò le locomotive veloci 4-4-0 anziché le locomotive 2-2-2 e 4-2-2 a macchinista singolo che avevano trainato treni veloci fino a quel momento. Dean si ritirò nel 1902 e fu sostituito da George Jackson Churchward, che introdusse le familiari locomotive 4-6-0. Fu durante il mandato di Churchward che il termine Sovrintendente alle locomotive fu cambiato in Ingegnere capo (CME). Charles Collett successe a Churchward nel 1922. Fu presto responsabile della flotta molto più ampia gestita dalla GWR in seguito alle fusioni previste dal Railways Act del 1921. Si impegnò a sostituire le classi più vecchie e meno numerose e a ricostruire le rimanenti utilizzando il maggior numero possibile di componenti GWR standardizzati. Produsse anche molti nuovi progetti utilizzando parti standard, come le classi Castle e King. L'ultimo CME fu Frederick Hawksworth che prese il controllo nel 1941, gestendo la ferrovia attraverso le carenze del tempo di guerra e producendo locomotive di progettazione GWR fino a dopo la nazionalizzazione.
Brunel e Gooch diedero entrambi un nome alle loro locomotive per identificarle, ma le compagnie a scartamento standard che entrarono a far parte della GWR usarono dei numeri. Fino al 1864 la GWR aveva quindi assegnato un nome alle locomotive a scartamento largo e numerato quelle a scartamento normale. Dal momento dell'arrivo di Armstrong, a tutte le nuove locomotive, sia a scartamento largo che standard, vennero assegnati dei numeri, comprese quelle a scartamento largo che in precedenza avevano un nome quando venivano acquisite da altre ferrovie. Nel 1895, Dean introdusse la politica di assegnare alle locomotive tender per passeggeri sia numeri che nomi. A ogni lotto vennero assegnati nomi con un tema distintivo, ad esempio King per la Classe 6000 e Castle per la Classe 4073.

### Carrozze

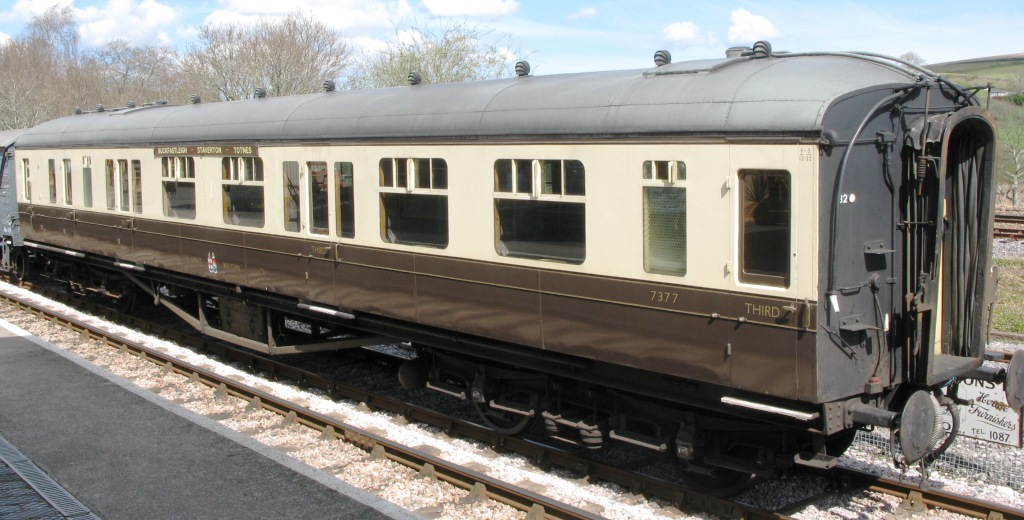
Una carrozza nella livrea color cioccolato e crema utilizzata dal 1922

Le carrozze passeggeri della GWR erano numerose e variegate, dai veicoli a quattro e sei ruote della linea originale a scartamento largo del 1838, fino alle carrozze a carrelli lunghi fino a 21 metri, in servizio fino al 1947 e oltre. Freni a depressione, carrelli e corridoi di passaggio entrarono in uso nel corso del XIX secolo e nel 1900 entrarono in servizio le prime carrozze con illuminazione elettrica. Negli anni '20 alcune carrozze vennero dotate di ganci automatici e corpi in acciaio.

### Vagoni

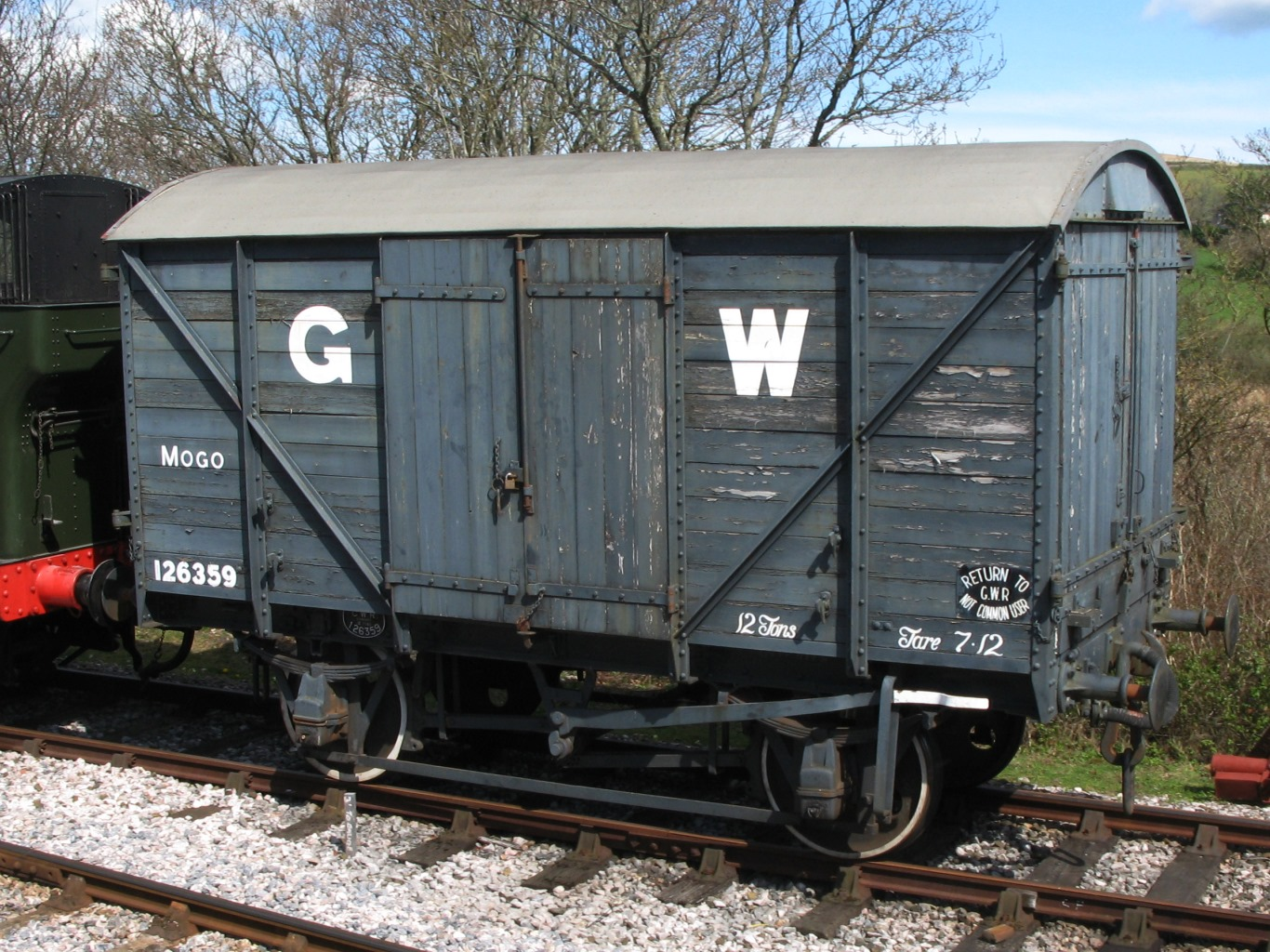
Un carro merci della GWR nella livrea grigia, utilizzato a partire dal 1904 circa. Questo esemplare è dotato di porte laterali.

Nei primi anni della GWR i suoi carri erano dipinti di marrone, ma questi divennero rossi prima della fine dello scartamento largo. La familiare livrea grigio scuro fu introdotta intorno al 1904.
La maggior parte dei primi carri erano veicoli scoperti a quattro ruote, sebbene alcuni veicoli a sei ruote fossero previsti per carichi speciali. Seguirono furgoni coperti, inizialmente per il trasporto di bestiame, ma in seguito anche per merci generiche e vulnerabili. I primi carri a carrelli apparvero nel 1873 per carichi pesanti, ma i carri a carrelli per il carbone furono costruiti nel 1904, sulla scia dei grandi carri a quattro ruote per il carbone apparsi per la prima volta nel 1898. Con una portata di 20 tonnellate (20,3 tonnellate), erano il doppio delle dimensioni dei carri tipici dell'epoca, ma fu solo nel 1923 che la compagnia investì massicciamente in carri per il carbone di queste dimensioni e nelle infrastrutture necessarie per il loro scarico presso i propri moli; questi erano conosciuti come carri "Felix Pole", dal nome del direttore generale della GWR che ne promosse l'uso. I carri container apparvero nel 1931 e i furgoni speciali per le automobili nel 1933.

## Segnaletica

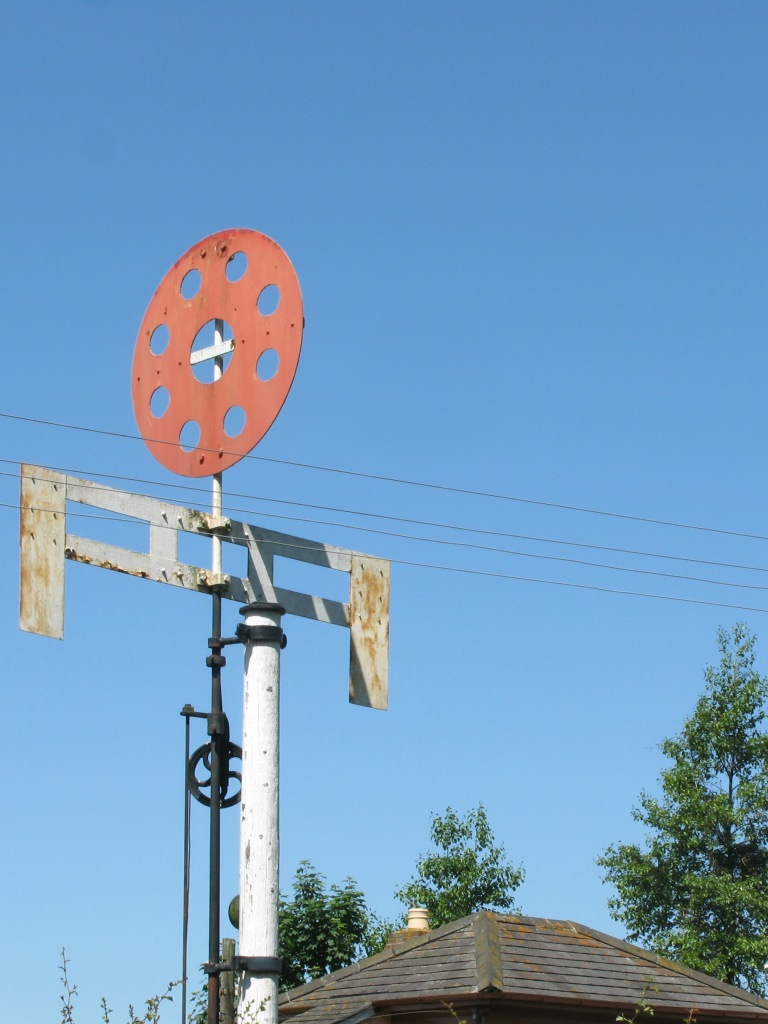
Un segnale a disco e barra trasversale

Brunel sviluppò un sistema di segnali "a disco e a barra trasversale" per controllare i movimenti dei treni, ma chi li gestiva poteva solo supporre che ogni treno raggiungesse il segnale successivo senza fermarsi inaspettatamente. La prima linea telegrafica commerciale al mondo fu installata lungo le 13 miglia (21 km) da Paddington a West Drayton ed entrò in funzione il 9 aprile 1839. In seguito, si diffuse in tutto il sistema e permise alle stazioni di utilizzare messaggi telegrafici per comunicare al personale addetto ai segnali l'arrivo sicuro di ogni treno.

## Impatto culturale
La GWR è conosciuta con ammirazione da alcuni come "God's Wonderful Railway", ma scherzosamente da altri come la "Great Way Round" poiché alcuni dei suoi primi percorsi non erano i più diretti.

### Turismo
Vennero offerti biglietti economici e treni turistici operavano verso destinazioni popolari ed eventi speciali come la Grande Esposizione di Londra del 1851. Successivamente, le corriere GWR gestirono tour verso destinazioni popolari non servite direttamente dai treni, e le sue navi offrivano crociere da luoghi come Plymouth.
La GWR gestiva hotel presso le principali stazioni e snodi ferroviari fin dai suoi albori, ma nel 1877 aprì il suo primo "hotel di campagna", il Tregenna Castle a St Ives, in Cornovaglia. In seguito aggiunse il Fishguard Bay Hotel in Galles e la Manor House a Moretonhampstead, nel Devon, a cui aggiunse un campo da golf nel 1930.
Dal 1908 si promosse come "The Holiday Line" attraverso una serie di poster, cartoline, puzzle e libri.

### Libri sulle locomotive
Gli appassionati di ferrovie venivano tenuti informati sulle nuove locomotive e su altri argomenti attraverso il Great Western Railway Magazine dal 1904. Nel 1911 la GWR fu la prima compagnia a pubblicare un libro sul suo catalogo di locomotive. Names of Engines era un opuscolo contenente un elenco alfabetico delle locomotive dell'azienda, con il loro numero di matricola e il rodiggio. Le pagine alternate mostravano fotografie formali vignettate di diversi tipi di locomotive, annotate con le loro dimensioni principali. Nessun autore fu accreditato, ma l'elenco fu compilato da Arthur J.L. White nell'ufficio dell'ingegnere capo della ferrovia.
Nuove edizioni furono stampate nel 1914 e nel 1917 con il titolo Great Western Railway Engines a cura di "A.J.L.W." e poi con il titolo Great Western Railway Engines: Names, Numbers, Types and Classes nel 1919, con nuove edizioni a intervalli regolari fino al 1929.

### Arte, media e letteratura

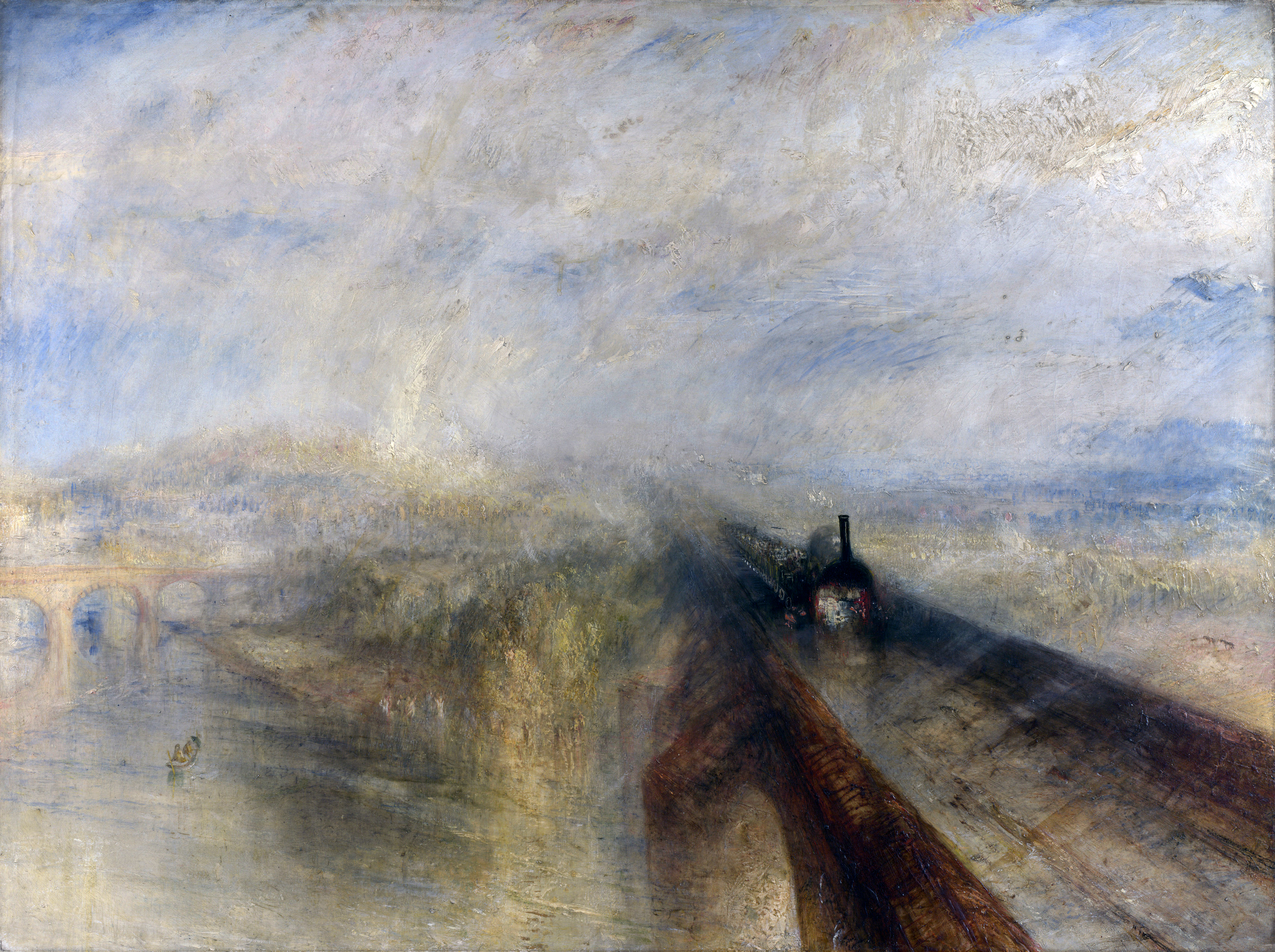
Pioggia, vapore e velocità, di William Turner

La GWR attirò l'attenzione degli artisti fin da subito. Il libro History and Description of the Great Western Railway di John Cooke Bourne fu pubblicata nel 1846 e conteneva una serie di litografie dettagliate della ferrovia che offrono ai lettori uno scorcio di come appariva la linea prima della fotografia. Il pittore William Turner dipinse il quadro Pioggia, vapore e velocità nel 1844 dopo aver guardato fuori dal finestrino del suo treno sul Maidenhead Railway Bridge.

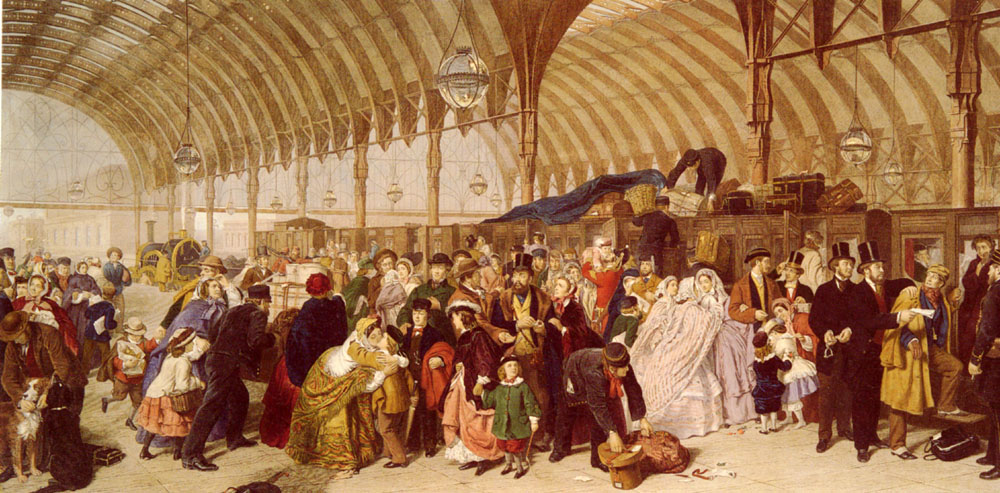
The Railway Station, di William Powell Frith

Nel 1862 William Powell Frith dipinse The Railway Station, una grande scena di folla sulla piattaforma di Paddington.

### Eredità
La memoria della GWR è mantenuta viva da diversi musei come lo STEAM, il museo della GWR (situato nei vecchi stabilimenti ferroviari di Swindon), e il Didcot Railway Centre, la cui collezione include repliche di treni a scartamento largo. Tra le linee GWR conservate figurano quelle da Totnes a Buckfastleigh, da Paignton a Kingswear, da Bishops Lydeard a Minehead, da Kidderminster a Bridgnorth e da Cheltenham a Broadway. Molte altre ferrovie storiche e musei ospitano locomotive o materiale rotabile GWR in uso o in mostra.
Numerose stazioni di proprietà di Network Rail continuano a esporre gran parte del loro patrimonio GWR. Ciò si riscontra non solo nelle grandi stazioni come Paddington (costruita nel 1851, ampliata nel 1915) e Temple Meads (1840, 1875 e 1935) ma anche in altri luoghi come Bath Spa (1840), Torquay (1878), Penzance (1879), Truro (1897), e Newton Abbot (1927). Molte piccole stazioni sono cambiate poco da quando sono state aperte, poiché non c'è stato bisogno di ricostruirle per far fronte al traffico più pesante; buoni esempi si possono trovare a Yatton (1841), Frome (1850, l'ultimo deposito ferroviario in stile Brunel sopravvissuto della Network Rail), Bradford-on-Avon (1857) e St Germans (1859).